# LR5

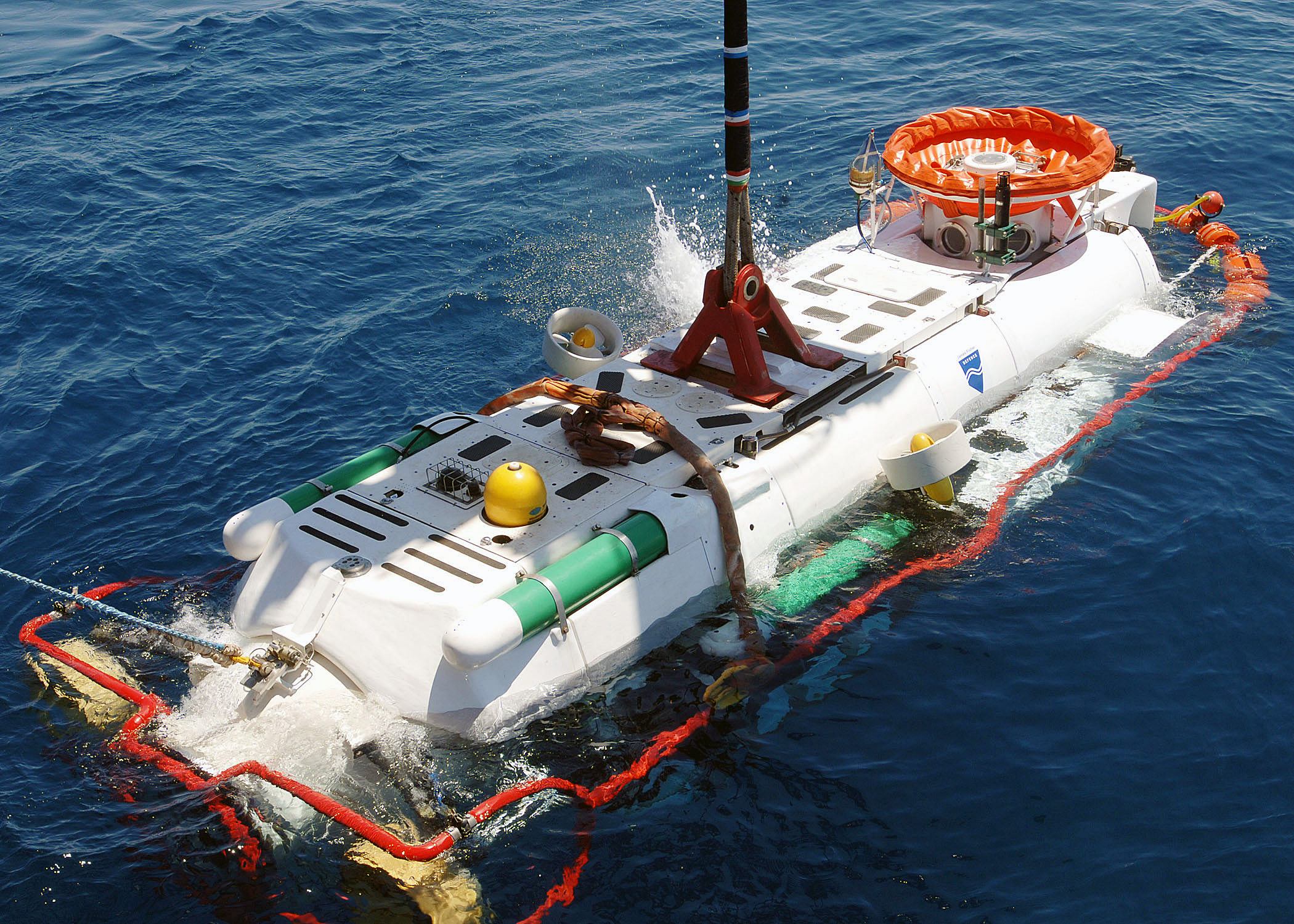
LR5 wird ins Wasser gelassen

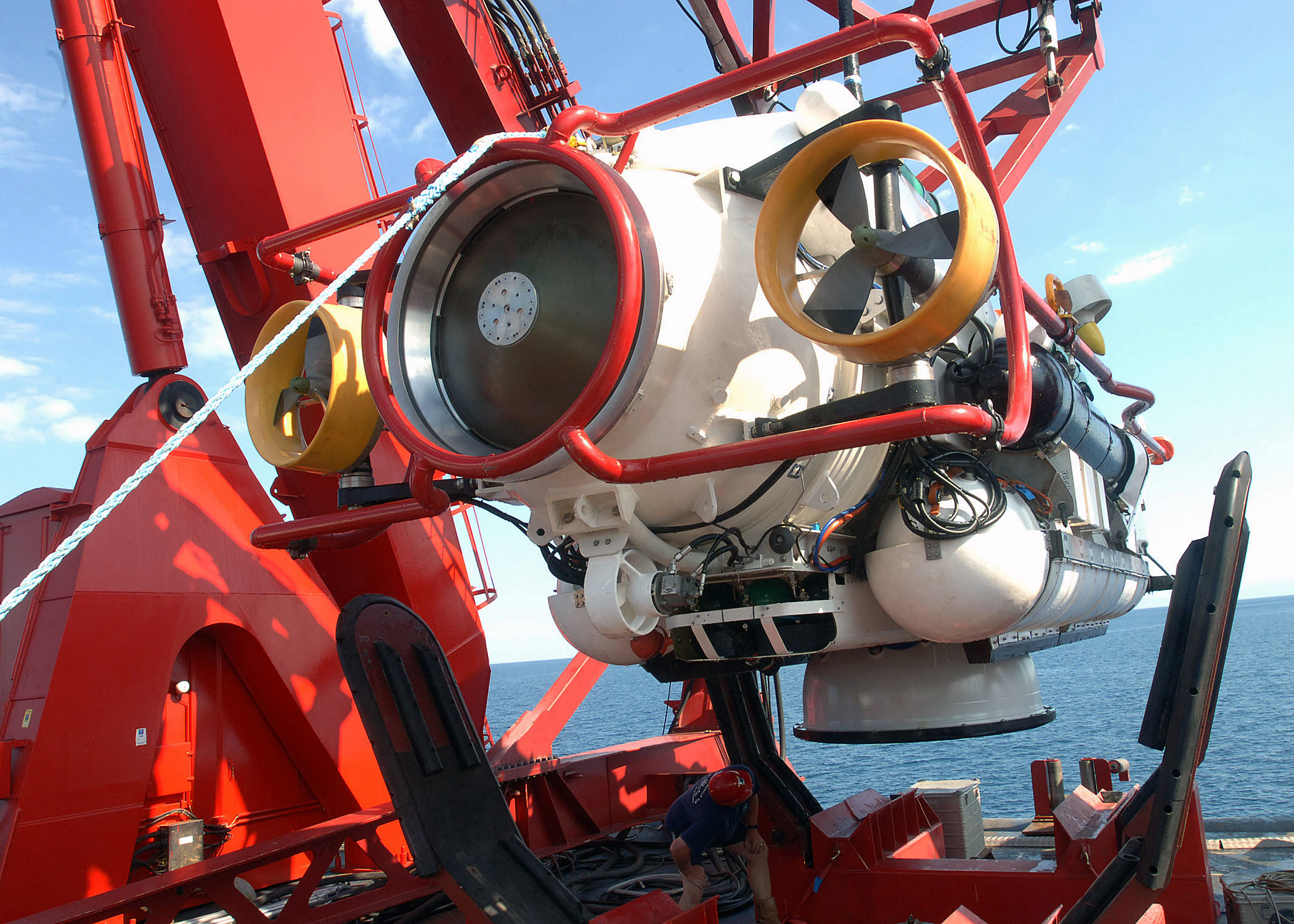
LR5 an Bord eines finnischen Eisbrechers

Das LR5 ist ein bemanntes Rettungs-U-Boot, welches zur Rettung der Besatzung eines gesunkenen U-Boots verwendet wird. Bis es 2009 durch das multinationale NSRS ersetzt wurde, wurde es von der Royal Navy (RN) in Schottland in Bereitschaft gehalten. Seit 2009 wird es von der Royal Australian Navy (RAN) von einem privaten Anbieter geleast.

## Verwendung
Die Royal Navy hielt das LR5 in Renfrew, Schottland in ständiger Bereitschaft, um im Bedarfsfall schnell reagieren zu können. Über größere Distanzen wäre es mit der C-17 der Royal Air Force (RAF) luftverlastbar gewesen. Der operative Betrieb des Bootes wurde durch die James Fisher Defence Ltd (JFD) durchgeführt. Da seit 2009 das multinationale NSRS einsatzbereit ist, wurde das LR5 an den Betreiber JFD verkauft. Dieser betreibt das Boot nun im Auftrag für die RAN auf einer dauerhaften Basis. Das eigene Boot der RAN, die Remora, war 2006 gesunken und konnte trotz Wiederinstandsetzung nicht die Anforderungen erfüllen.

## Technik
Das LR5 kann in einem einzelnen Tauchgang neben der eigenen Besatzung von 3 Mann noch bis zu 16 Mann aus einem bis zu 400 m unter Wasser liegenden U-Boot aufnehmen.
Das 9,2 m lange und 3 m breite U-Boot besteht größtenteils aus Stahl. Einige Teile sind jedoch auch aus glasfaserverstärktem Kunststoff und Acryl gefertigt.
Der Antrieb besteht aus zwei von Akkumulatoren gespeisten Elektromotoren, welche zwei dreiflügelige Schrauben antreiben. Die Ladung der Batterien reicht für 6–10 Stunden Einsatzzeit. Die maximale Geschwindigkeit liegt bei 2,5 kn.
Zur Ausrüstung gehören unter anderem mehrere Unterwasserkameras, Unterwassertelefone sowie ein Sonar. Außerdem können verschiedene Scheren mitgeführt werden, welche je nach Modell bis zu 89 mm dicke Stahlseile durchschneiden können.

## Technische Daten
| Kenngröße         | Daten                      |
| ----------------- | -------------------------- |
| Name              | LR5                        |
| Typ               | Rettungs-U-Boot            |
| Länge             | 9,2 m                      |
| Breite            | 3 m                        |
| Höhe              | 3,5 m                      |
| Gewicht           | 21,5 t                     |
| Besatzung         | 3 Mann                     |
| Antrieb           | 2 Elektromotoren           |
| Schraube          | zwei 3-blättrige Schrauben |
| Geschwindigkeit   | 2,5 kn                     |
| Rettungskapazität | 16 Mann                    |
| max. Tauchtiefe   | 400 m                      |